# S/S Oscar Huber
S/S Oscar Huber är en tidigare koleldad hjulångare och bogserbåt, numera ett museifartyg i Duisburg i Tyskland. 
Fartyget byggdes år 1922 på skeppsvarvet Ewald Berninghaus i Duisburg åt rederiet H. P. Disch och fick namnet Wilhelm von Oswald. Hon övertogs av rederiet Raab Karcher och döptes om till Fritz Thyssen och år 1940 till Oscar Huber. Hon var försedd med en trecylindrig kompoundångmaskin med 1 550 hästkrafter och kunde bogsera upp till sju pråmar. På en sex dagars resa från Duisburg till Rotterdam och tillbaka förbrukade hon 70 ton kol. Besättningen bestod av 15 personer, varav 4–6 eldare, tre matroser och två maskinister.
I mars 1945 (efter att de allierade ryckt fram från Paris till Rhen) sattes hon på grund av sin egen besättning. Hon bärgades dock och återgick två år senare i tjänst.
År 1954 byggdes hon om till eldning med tjockolja, och besättningen minskade till 8 man. År 1966 togs hon ur tjänst på grund av höga driftkostnader och lades upp. Två år senare bildades en förening med mål att bevara Oscar Huber för eftervärlden, och 1971 övertogs hon av staden Duisburg. Hon överfördes två år senare till Museum der Deutschen Binnenschifffahrt som museifartyg, och den 19 maj 1974 öppnade hon för besökare.
Fartyget är nästan helt i originalskick, bortsett från en ingång i babords sida för museibesökarna. Som det sista av sin typ är hon ett utmärkt exempel på den godstrafik som gick på floden Rhen från mitten av 1800-talet till mitten av 1900-talet.